# Teimuraz
Teimuraz (in alfabeto georgiano: თეიმურაზ) è un nome proprio di persona georgiano maschile.

## Varianti
- Ipocoristici: თემო (Temo)[1]

### Varianti in altre lingue
- Armeno: Թամրազ (Tʿamraz)
- Avestico: 𐬙𐬀𐬑𐬨𐬀⸱𐬎𐬭𐬎𐬞𐬌 (Taxma Urupi)[1]
- Osseto: Таймураз (Tajmuraz)[1]
- Persiano: طهمورث o طهمورث (Tahmuras)[1]
- Russo: Теймураз (Tejmuraz)

## Origine e diffusione

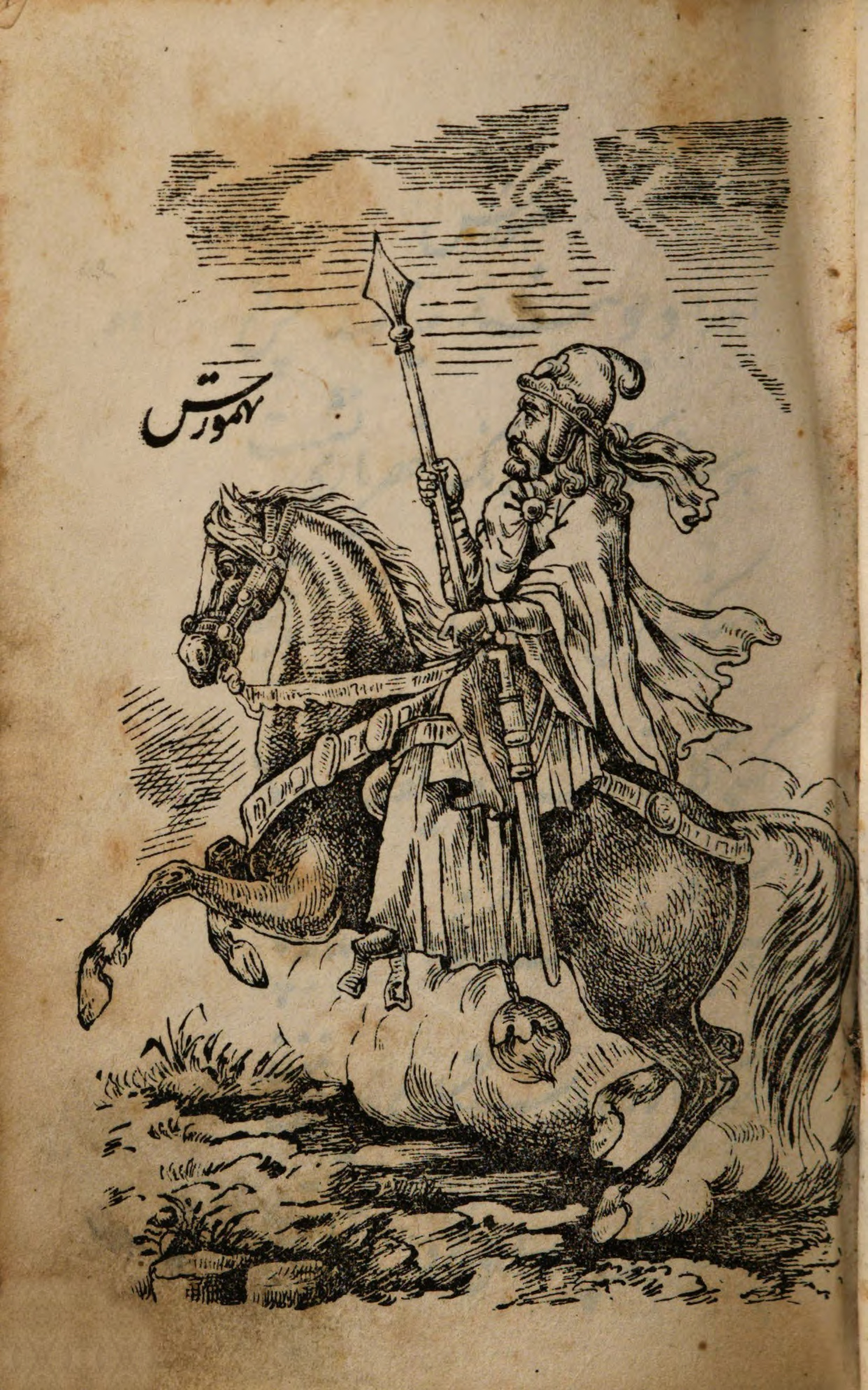
L'eroe Tahmuras in un'illustrazione del Name-ye Khosrowan

Questo nome, portato da diversi sovrani di vari regni situati nell'odierna Georgia, deriva, tramite il persiano طهمورث o طهمورث (Tahmuras), dall'antico avestico 𐬙𐬀𐬑𐬨𐬀⸱𐬎𐬭𐬎𐬞𐬌 (Taxma Urupi): questo è il nome di un eroe che appare nell'Avestā, nonché nel poema epico persiano Shāh-Nāmeh.
Etimologicamente, è composto dai termini avestici 𐬙𐬀𐬑𐬨𐬀 (taxma, "forte") e 𐬎𐬭𐬎𐬞𐬌 (urupi, "volpe").

## Onomastico
Il nome è adespota, non essendo portato da alcun santo, quindi l'onomastico ricade il 1º novembre, giorno di Ognissanti.

## Persone
- Teimuraz I di Cachezia, re di Cachezia
- Teimuraz II di Cachezia, re di Cachezia
- Teimuraz d'Imerezia, re d'Imerezia

### Varianti
- Tejmuraz Gabašvili, tennista russo
- Tejmuraz Kakulija, tennista sovietico
- Tajmuraz Mamsurov, politico russo
- Tajmuraz Salkazanov, lottatore russo naturalizzato slovacco